# Stab
Stab är en krets av medhjälpare/personal runt en militär chef eller företagsledare som biträder denne att leda verksamheten. Den militära staben leds av en stabschef och kan betjänas av ett stabsförband som svarar för stabens skydd, samband, underhållstjänst och transporter.
Ordet "stab" kommer från tyskans Stab som betyder stav, ursprungligen syftande på en militär befälhavares kommandostav. Ordet finns belagt i svenska språket sedan 1630.